# NGC 2906
NGC 2906 is een spiraalvormig sterrenstelsel in het sterrenbeeld Leeuw. Het hemelobject werd op 28 december 1785 ontdekt door de Duits-Britse astronoom William Herschel.

## Synoniemen
- UGC 5081
- MCG 2-25-1
- ZWG 63.1
- IRAS09294+0839
- PGC 27074